# Oumache
Oumache (em árabe: أوماش) é uma cidade e comuna localizada na província de Biskra, Argélia. Segundo o censo de 2008, a população total da cidade era de 10 336 habitantes.